# Juanfran (ur. 1985)
Juanfran, właśc. Juan Francisco Torres (ur. 9 stycznia 1985 w Crevillente) – hiszpański piłkarz, który występował na pozycji prawego obrońcy lub prawego pomocnika. Wielokrotny reprezentant Hiszpanii.
Złoty medalista Mistrzostw Europy w 2012 roku, oraz Uczestnik Mistrzostw Europy w 2016 oraz Mistrzostw Świata w 2014 roku.
Wychowanek hiszpańskiego Realu Madryt, większość swojej kariery spędził w Atlético Madryt.

## Kariera klubowa
Juanfran swoją karierę rozpoczął w juniorskich zespołach Realu Madryt. Debiut w pierwszym zespole Realu piłkarz odbył 24 stycznia 2004 roku w meczu przeciwko Villarreal CF, wygranym przez Real 2:1. Do końca sezonu 2004–2005, Juanfran zagrał kolejnych pięć meczów w pierwszym składzie Realu, a także był kluczowym piłkarzem rezerw drużyny Realu.
W sierpniu 2005 na cały sezon piłkarz został wypożyczony do zespołu Espanyolu Barcelona, gdzie piłkarz znacząco pomógł drużynie w utrzymaniu się w La Liga, a także zaliczył jedno trafienie w meczu przeciwko drużynie Athletic Bilbao.
Na początku sezonu 2006/2007 piłkarz podpisał kontrakt z drużyną CA Osasuna. Mimo że Juanfran posiadał klauzulę odejścia, która wynosiła 10 milionów euro, działacze zarówno Realu, jak i Osasuny doszli do porumienienia w kwestii transferu zawodnika przez co ostatecznie Osasuna miała zapłacić Realowi pieniądze dopiero pod koniec 2007 roku. W 2011 roku przeszedł do Atlético Madryt. W 2012 roku zdobył z nim Ligę Europejską.
1 marca 2021 roku zakończył piłkarską karierę.

### Statystyki klubowe
| Sezon   | Klub                 | Kraj      | Liga               | Mecze | Bramki | Puchar Kraju | Mecze | Bramki | Rozgrywki Europy                    | Mecze | Bramki |
| ------- | -------------------- | --------- | ------------------ | ----- | ------ | ------------ | ----- | ------ | ----------------------------------- | ----- | ------ |
| 2002/03 | Real Madryt Castilla | Hiszpania | Segunda División B | 1     | 1      | –            | –     | –      | –                                   | –     | –      |
| 2003/04 | Real Madryt Castilla | Hiszpania | Segunda División B | 23    | 0      | –            | –     | –      | –                                   | –     | –      |
| 2003/04 | Real Madryt          | Hiszpania | Primera División   | 34    | 2      | –            | –     | –      | –                                   | –     | –      |
| 2004/05 | Real Madryt Castilla | Hiszpania | Segunda División B | 32    | 6      | –            | –     | –      | –                                   | –     | –      |
| 2004/05 | Real Madryt          | Hiszpania | Primera División   | 1     | 0      | –            | –     | –      | –                                   | –     | –      |
| 2005/06 | RCD Espanyol         | Hiszpania | Primera División   | 30    | 1      | –            | –     | –      | Puchar UEFA                         | 3     | 0      |
| 2006/07 | CA Osasuna           | Hiszpania | Primera División   | 28    | 2      | Puchar Króla | 2     | 0      | Puchar UEFA                         | 9     | 1      |
| 2007/08 | CA Osasuna           | Hiszpania | Primera División   | 34    | 3      | –            | –     | –      | –                                   | –     | –      |
| 2008/09 | CA Osasuna           | Hiszpania | Primera División   | 35    | 2      | Puchar Króla | 1     | 0      | –                                   | –     | –      |
| 2009/10 | CA Osasuna           | Hiszpania | Primera División   | 33    | 4      | Puchar Króla | 2     | 0      | –                                   | –     | –      |
| 2010/11 | CA Osasuna           | Hiszpania | Primera División   | 18    | 1      | Puchar Króla | 1     | 1      | –                                   | –     | –      |
| 2010/11 | Atlético Madryt      | Hiszpania | Primera División   | 15    | 1      | Puchar Króla | 2     | 1      | –                                   | –     | –      |
| 2011/12 | Atlético Madryt      | Hiszpania | Primera División   | 26    | 0      | Puchar Króla | 2     | 0      | Liga Europy UEFA                    | 16    | 1      |
| 2012/13 | Atlético Madryt      | Hiszpania | Primera División   | 35    | 0      | Puchar Króla | 6     | 0      | Liga Europy UEFA                    | 3     | 0      |
| 2013/14 | Atlético Madryt      | Hiszpania | Primera División   | 35    | 0      | Puchar Króla | 6     | 0      | Liga Mistrzów UEFA                  | 12    | 0      |
| 2014/15 | Atlético Madryt      | Hiszpania | Primera División   | 35    | 0      | Puchar Króla | 4     | 0      | Liga Mistrzów UEFA                  | 10    | 0      |
| 2015/16 | Atlético Madryt      | Hiszpania | Primera División   | 35    | 1      | Puchar Króla | 1     | 0      | Liga Mistrzów UEFA                  | 11    | 0      |
| 2016/17 | Atlético Madryt      | Hiszpania | Primera División   | 23    | 0      | Puchar Króla | 7     | 2      | Liga Mistrzów UEFA                  | 5     | 0      |
| 2017/18 | Atlético Madryt      | Hiszpania | Primera División   | 17    | 0      | Puchar Króla | 3     | 0      | Liga Mistrzów UEFA Liga Europy UEFA | 3 7   | 0      |
| 2018/19 | Atlético Madryt      | Hiszpania | Primera División   | 22    | 0      | Puchar Króla | 2     | 0      | Liga Mistrzów UEFA                  | 6     | 0      |

Stan na: 18 maja 2019 r.

## Kariera reprezentacyjna
Juanfran był podstawowym piłkarzem hiszpańskiej drużyny młodzieżowej U-19, która zdobyła mistrzostwo Europy w 2004 roku, a sam zawodnik został wybrany piłkarzem turnieju.
Oprócz tego piłkarz wystąpił w mistrzostwach Europy U-20 w 2005 roku.
26 maja 2012 zadebiutował w dorosłej reprezentacji w wygranym 2:0 towarzyskim meczu z Serbią. Następnie został powołany do kadry na Euro 2012.
Znalazł się na liście powołanych na Mistrzostwa Świata w 2014. Swój pierwszy i jedyny w karierze mecz na turnieju rozegrał w fazie grupowej przeciwko Australii. Rozegrał pełne 90 minut i mecz zakończył się wynikiem 3:0 na korzyść Hiszpanii.
Został powołany na Mistrzostwa Europy w 2016 roku. Swój pierwszy mecz na tym turnieju rozegrał w fazie grupowej przeciwko Czechom i rozegrał pełne 90 minut. Mecz zakończył się wynikiem 1:0 na korzyść Hiszpanii. Drugi mecz odbył się przeciwko Turcji. Torres rozegrał pełne 90 minut, a mecz zakończył się wynikiem 3:0 na ponownie na korzyść Hiszpanii. Trzeci, a tym razem ostatni mecz grupowy odbył się przeciwko Chorwacji. Juanfran rozegrał pełny mecz, który zakończył się wynikiem 2:1 na korzyść Chorwacji. Po fazie grupowej przyszedł mecz w 1/8 finału przeciwko Włochom, Juanfran rozegrał pełny mecz, który zakończył się wynikiem 2:0 na konto Włochów, a Hiszpania odpadła z turnieju.

## Sukcesy

### Atlético Madryt
- Mistrz Hiszpanii: 2013/14
- Puchar Hiszpanii: 2012/13
- Superpuchar Hiszpanii: 2013/14
- Zwycięzca Ligi Europy: 2011/12, 2017/18
- Finalista Ligi Mistrzów: 2013/14, 2015/16
- Uczestnik Ligi Mistrzów: 2014/15, 2016/17, 2017/18, 2018/19

### RCD Espanyol
- Puchar Hiszpanii: 2005/06

### Reprezentacja Hiszpanii
- Mistrzostwo Europy: 2012
- Uczestnik Mistrzostw Świata: 2014
- Uczestnik Mistrzostw Europy: 2016
- Mistrz Mistrzostwa Europy U-19: 2004